# Roger S. Bagnall
Roger Shaler Bagnall (Seattle, 19 agosto 1947) è uno storico statunitense.
È stato professore di letteratura greca e latina e di storia alla Columbia University dal 1974 al 2007, quando ha assunto la carica di primo direttore dell'Institute for the Study of the Ancient World (ISAW) presso l'Università di New York.

## Biografia
Nato a Seattle, Washington, Bagnall ha studiato all'Università Yale (BA, 1968) e all'Università di Toronto (M.A., 1969; Ph.D., 1972). Ha pubblicato diversi studi sulla storia dell'antica Grecia e dell'antico Egitto, nonché sulla papirologia. È stato eletto Fellow dell'American Academy of Arts and Sciences nel 2000 e membro dell'American Philosophical Society nel 2001.
Nel 2003, ha vinto il Mellon Distinguished Achievement Award.

## Opere
- (EN) The Administration of the Ptolemaic Possessions Outside Egypt, 1976.
- (EN) Currency and Inflation in Fourth-Century Egypt, 1985.
- (EN) (co-autore), Consuls of the Later Roman Empire, 1987.
- (EN) Egypt in Late Antiquity, Princeton, Princeton University Press, 1993.
- (EN) (co-autore) Bruce Frier, The Demography of Roman Egypt, Cambridge, 1994.
- (EN) Reading Papyri, Writing Ancient History, Londra, 1995.
- (EN) The Kellis Agricultural Account Book, 1997.
- (EN) (co-autore) Peter Derow, The Hellenistic Period: Historic Sources in Translation, Oxford, 2004.
- (EN) Early Christian Books in Egypt, 2009.
- (EN) con Raffaella Cribiore, Lettres de femmes de l'Égypte ancienne, 300 av. J.-C.-800 ap, Ann Arbor, MI, University of Michigan Press, 2006.
- (EN) Everyday Writing in the Graeco-Roman East, 2010.
- (EN) et alii, Oxford handbook of Papyrology, Oxford University Press, 2011.